# Molobratia inopinatus
Molobratia inopinatus är en tvåvingeart som först beskrevs av Walker 1860. Molobratia inopinatus ingår i släktet Molobratia och familjen rovflugor.
Artens utbredningsområde är Myanmar. Inga underarter finns listade i Catalogue of Life.